# Linea d’ombra
Linea d’ombra ist ein italienischer Veranstalter von Kunstausstellungen mit angeschlossenem Verlag. Das 1996 von dem Kunsthistoriker Marco Goldin gegründete Unternehmen hat seinen Firmensitz im Palazzo dei Forestieri in Treviso. Schwerpunkt des Unternehmens sind die Organisation und Durchführung von Kunstausstellungen in Zusammenarbeit mit internationalen Museen. Als Veranstaltungsorte dienen meist historische Paläste in verschiedenen Städten Norditaliens. Der zugehörige Verlag Linea d’ombra Libri publiziert unter Beteiligung von italienischen und internationalen Autoren Kataloge zu den Kunstausstellungen.

## Geschichte
Der Kunsthistoriker Marco Goldin konnte bereits auf eine langjährige Erfahrung als Kurator von Kunstausstellungen zurückblicken, als er 1996 Linea d’ombra gegründete. Hatte er zuvor überwiegend Ausstellungen zu italienischen Künstlern des 20. Jahrhunderts organisiert, sollte sein eigenes Unternehmen Linea d’ombra Werke international vielbeachteter Künstler nach Italien bringen. Seit der ersten Ausstellung 1998 in Treviso folgten weitere Ausstellungen in Turin, Brescia, Codroipo, Rimini, San Marino, Genua, Verona, Vicenza und Bologna. Häufig war die französische Malerei der zweiten Hälfte des 19. Jahrhunderts Thema der Ausstellungen, und Museen wie das Museum of Fine Arts, Boston liehen wiederholt zahlreiche Hauptwerke ihrer Sammlung aus. Seit 1999 gehört der Verlag Linea d’ombra Libri zum Unternehmen, der für die Herausgabe der Ausstellungskataloge zuständig ist. Hierfür konnte Linea d’ombra wiederholt namhafte Kunsthistoriker gewinnen.

## Ausstellungen

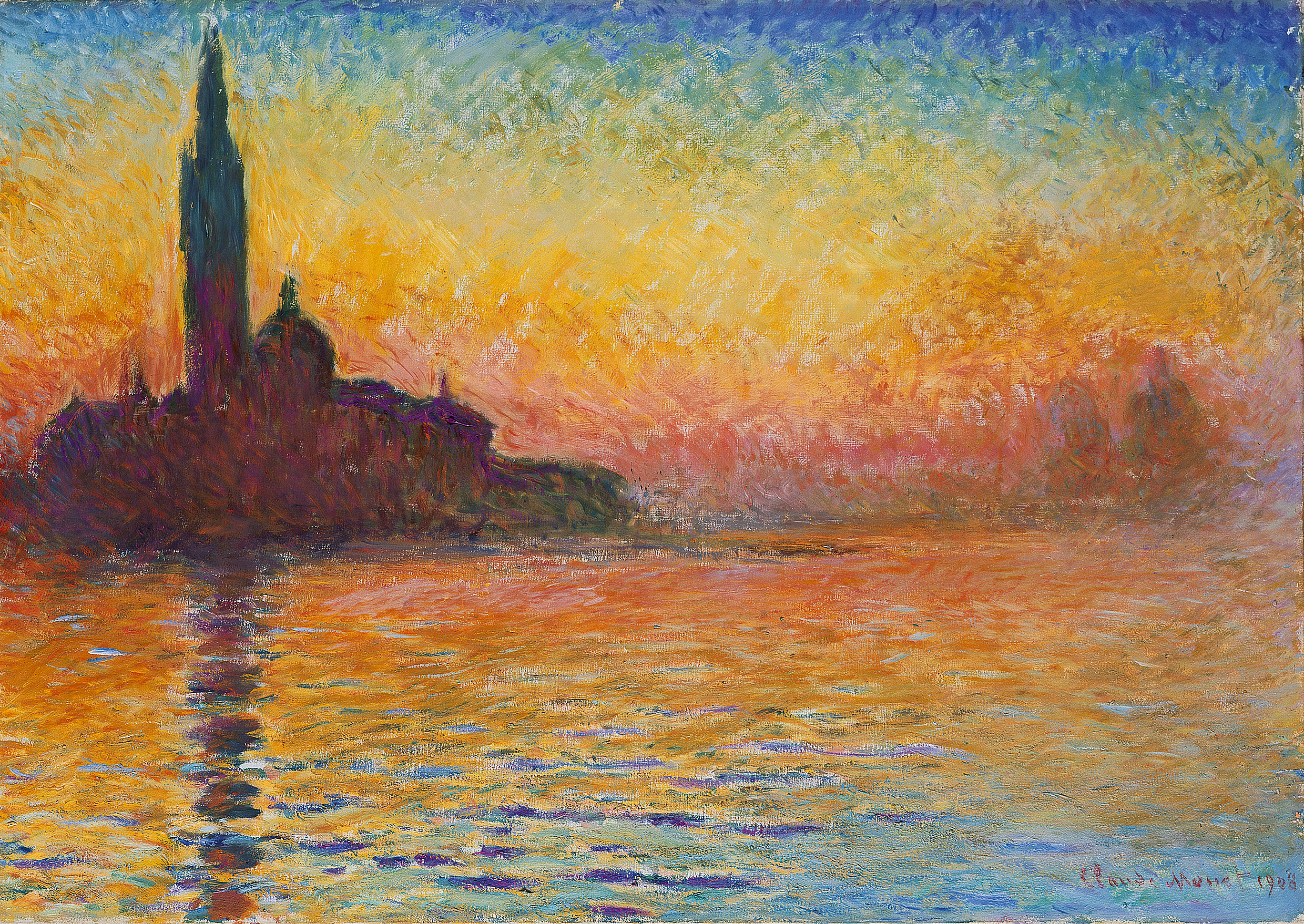
Claude Monet: Saint-Georges majeur au crépuscule, National Museum Cardiff, gezeigt 2013–2014 in einer Ausstellung in Verona

Jan Vermeer: Das Mädchen mit dem Perlenohrgehänge, Mauritshuis Den Haag, gezeigt 2014 in einer Ausstellung in Bologna

### Treviso
In Treviso organisierte Linea d’ombra zusammen mit der Stadt Treviso und der Bankenstiftung Fondazione Cassamarca mehrere Ausstellungen im Stadtpalast Casa dei Carraresi. Die erste Ausstellung Roberto Tassi e i pittori. Ottocento e Novecento in Europa. Da Van Gogh a Bacon widmete sich 1998 dem Kunsthistoriker Roberto Tassi und der Malerei des 19. und 20. Jahrhunderts von Vincent van Gogh bis Francis Bacon. 1999 beschäftigte sich die Ausstellung Da Cézanne a Mondrian. Impressionismo, espressionismo, cubismo e il paesaggio nel nuovo secolo in Europa. 1878-1918 mit der Landschaftsmalerei von Paul Cézanne bis Piet Mondrian. Über die Anfänge des Impressionismus gab es ebenfalls in Treviso 2000–2001 die Ausstellung La nascita dell’impressionismo. Es folgten 2001–2002 die Monet-Ausstellung Monet. I luoghi della pittura und 2002–2003 die Van-Gogh-Schau L’impressionismo e l’età di Van Gogh. Vorerst letzte Ausstellung in Treviso war die 2003–2004 gezeigte Schau L’oro e l’azzurro. I colori del Sud da Cézanne a Bonnard, die sich mit Mittelmeermotiven in den Werken von Cézanne bis Pierre Bonnard beschäftigte.

### Turin
Im Vorfeld der Olympischen Winterspiele 2006 beauftragte die Stadt Turin und das Comitato Olimpico Nazionale Italiano Linea d’ombra mit der Organisation einer Kunstausstellung. Die 2044–2005 in Palazzina della Promtrice delle Belle Arti gezeigte Schau Gli impressionisti e la neve. La Francia e l’Europa widmete sich dem Thema Winterlandschaft und zeigte Arbeiten verschiedener Künstler des französischen Impressionismus.

### Brescia
Von 2004 bis 2009 veranstaltete Linea d’ombra mehrere Ausstellungen für die Stadt Brescia, die alle im Museo di Santa Giulia zu sehen waren. Zunächst standen unter dem Titel Monet, la Senna, le ninfee – Tiziano e la pittura del Cinquecento a Venezia. Capolavori dal Louvre 2004–2005 die Werke zweier Künstler gegenüber. Neben einer Reihe von Seerosenbildern von Claude Monet gab es einige Bilder von Tizian als Leihgabe des Louvre. In der 2005–2006 gezeigten Ausstellung Gauguin-Van Gogh. L’avventura del colore nuovo standen sich mit Arbeiten von Vincent van Gogh und Paul Gauguin wiederum die Werke zweier Künstler gegenüber. Die Ausstellung, in der zudem Bilder von Jean-François Millet zu sehen waren, bestand ausschließlich aus Leihgaben des Museum of Fine Arts, Boston. Die nächste Ausstellung in Brescia trug den Titel Turner e gli impressionisti und zeigte 2006–2007 den Einfluss des englischen Malers William Turner auf die Künstler des Impressionismus.  Es folgte 2007–2008 mit America! Storie di pittura dal Nuovo Mondo eine Übersichtsschau zur amerikanischen Malerei. Den Abschluss bildete 2008–2009 die Ausstellung Van Gogh. Disegni e Dipinti Capolavori dal Kröller-Müller Museum mit Gemälden und Zeichnungen von Vincent van Gogh aus dem niederländischen Kröller-Müller Museum.

### Codroipo
Die im 17. Jahrhundert errichtete Villa Manin bei Udine bildete den Rahmen für drei Ausstellungen in den Jahren 2009–2012, die in Zusammenarbeit mit der Region Friaul-Julisch Venetien entstanden. Den Anfang machte die Schau L’Età di Courbet e Monet. La diffusione del realismo e dell’impressionismo nell’Europa centrale e orientale, die sich 2009–2010 mit der Malerei von Gustave Courbet und Claude Monet beschäftigte. Es folgte 2010–2011 mit Munch e lo spirito del Nord. Scandinavia nel secondo Ottocento eine Überblicksschau zur skandinavischen Malerei des ausgehenden 19. Jahrhunderts mit einem Schwerpunkt auf das Werk von Edvard Munch. Eine weitere Übersichtsschau widmete sich 2011–2012 dem Thema Expressionismus in der Malerei.

### Rimini
Für die Stadt Rimini und die Bankenstiftung Fondazione Cassa di Risparmio organisierte Linea d’ombra Ausstellungen im Castel Sismondo. Für die erste Ausstellung an diesem Ort lieh das Museum of Fine Arts Boston eine Auswahl europäischer Gemälde aus. Unter dem Titel Da Rembrandt a Gauguin a Picasso. L'incanto della pittura konnten die Besucher Meisterwerke von Rembrandt van Rijn über Paul Gauguin bis Pablo Picasso sehen. Die zweite Ausstellung in Rimini fand 2010–2011 statt und stellte unter dem Titel Parigi. Gli anni meravigliosi. Impressionismo contro Salon Werke von in Paris tätigen Künstlern des ausgehenden 19. Jahrhunderts vor. Das Wadsworth Atheneum in Hartford (Connecticut) stellte die Kunstwerke für die Schau Caravaggio e altri pittori del Seicento zur Verfügung. In der 2010–2011 gezeigten Ausstellung waren Bilder von Michelangelo Merisi da Caravaggio und anderen Malern des 17. Jahrhunderts zu sehen. Zuletzt gab es 2012 mit Da Vermeer a Kandinsky. Capolavori dai musei del mondo a Rimini eine mit Leihgaben aus verschiedenen Museen bestückte Ausstellung, die die Zeitspanne vom Barock bis zum 20. Jahrhundert abdeckte und mit Namen wie Jan Vermeer und Wassily Kandinsky warb.

### San Marino
Im nicht weit von Rimini entfernten Kleinstaat San Marino veranstaltet Linea d’ombra zusammen mit der Bankenstiftung Fondazione San Marino Cassa di Risparmio S.U.M.S, seit 2010 Ausstellungen. Als Ausstellungsort dient der Sitz der Stiftung Palazzo S.U.M.S. 2010–2011 gab es dort unter dem Titel Monet, Cézanne, Renoir e altre storie di pittura in Francia eine Übersichtsschau mit Werken der französischen Impressionisten. Es folgte 2012 die Ausstellung Da Hopper a Warhol. Pittura Americana del XX secolo a San Marino mit amerikanischer Malerei des 20. Jahrhunderts von Edward Hopper bis Andy Warhol.

### Vincenza und Verona
In Zusammenarbeit mit der Stiftung Fondazione Cariverona und den Städten Vincenza und Verona finden seit 2012 weitere von Linea d’ombra organisierte Ausstellungen statt. In Vincenza gab es 2012–2013 in der Basilica Palladiana, einem Renaissance-Bauwerk von Andrea Palladio, die Ausstellung Raffaello verso Picasso. Storie di sguardi, volti e figure mit Personenbildnissen von Raffael bis Pablo Picasso. Im Palazzo della Gran Guardia in Verona wurde 2013 mit Da Botticelli a Matisse. Volti e figure eine Ausstellung mit ähnlicher Rahmenstellung gezeigt, wobei Werke von Sandro Botticelli und Henri Matisse die Eckpunkte bildeten. An selbem Ort folgte 2013–2014 Verso Monet. Storia del paesaggio dal Seicento al Novecento, eine Ausstellung die Landschaftsmalerei vom 17. Jahrhundert bis zu Claude Monet thematisierte.

### Genua
In Genua besteht seit 2010 eine Partnerschaft zwischen Linea d’ombra, der Stadt Genua und der Stiftung Fondazione Palazzo Ducale di Genova. Im Palazzo Ducale gab es 2010–2011 die Schau Mediterraneo. Da Courbet a Monet a Matisse mit Kunstwerken von Gustave Courbet über Claude Monet bis Henri Matisse, die sich mit dem Thema Mittelmeer beschäftigen. An selbem Ort folgte 2011–2012 Van Gogh e il viaggio di Gauguin mit Arbeiten von Vincent van Gogh und Paul Gauguin.

### Bologna
Seit 2014 besteht eine Zusammenarbeit zwischen Linea d’ombra und der Bankenstiftung Fondazione Cassa di Risparmio, um im Palazzo Fava in Bologna Ausstellungen zu organisieren. In der von Februar bis Mai 2014 geplanten Ausstellung La ragazza con l’orecchino di perla. Il mito della Golden Age. Da Vermeer a Rembrandt sind Meisterwerke von Jan Vermeer, Rembrandt und anderen Künstlern des niederländischen Golden Zeitalters aus den Beständen des Mauritshuis in Den Haag zu sehen.